# 野積村 (新潟県)
野積村（のづみむら）は、かつて新潟県三島郡にあった村。

## 地理
西側は日本海に面する。

## 沿革
- 1889年（明治22年）4月1日 - 町村制施行に伴い三島郡野積村が村制施行し、野積村が発足。
- 1901年（明治34年）11月1日 - 三島郡寺泊町、北西越村、西山村、潟村と合併し、寺泊町を新設して消滅。